# Goddard (cràter)

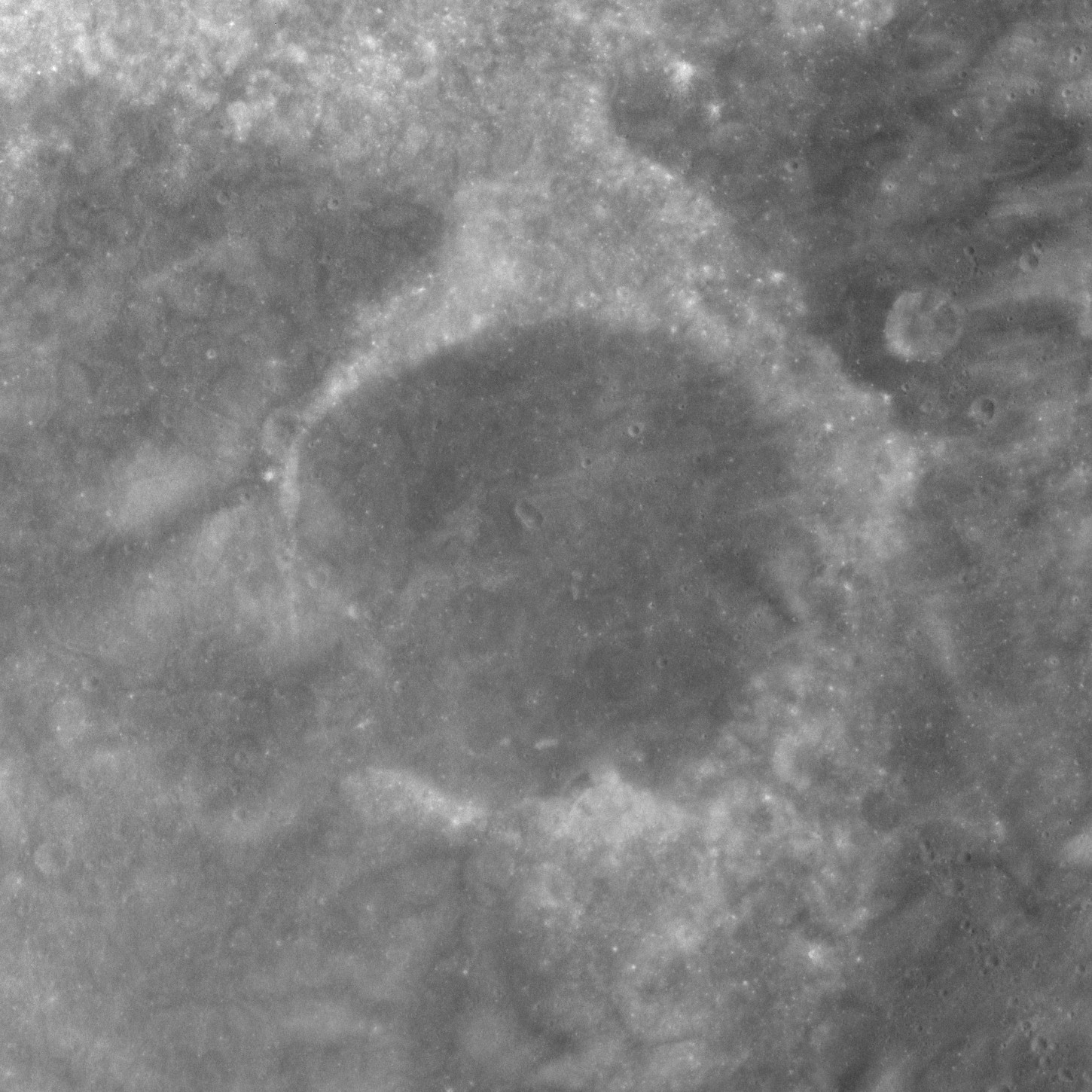
Cràter Goddard C

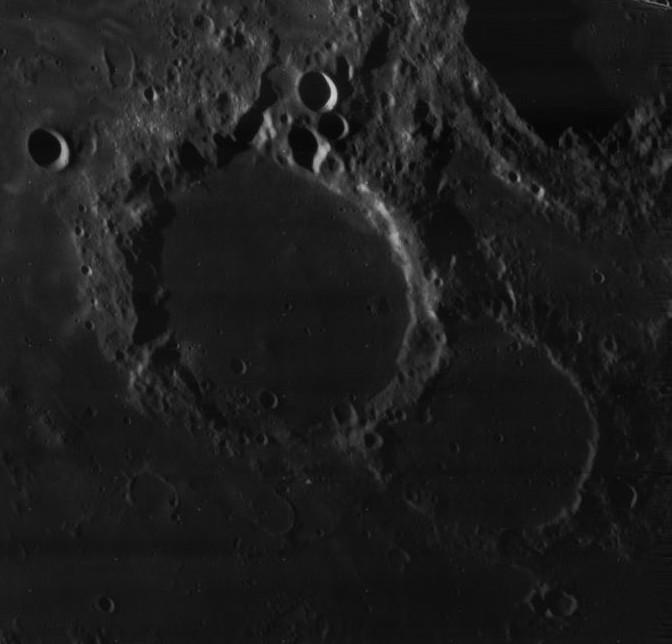
Fotografia de la missió Lunar Orbiter 4 (1967)

Goddard és un cràter d'impacte visible des de la Terra, situat en l'extremitat oriental de la Lluna. La seva visibilitat millora durant libracions favorables, quan l'orientació de la Lluna el situa més a l'interior de la cara visible. El cràter es troba en el Mare Marginis, al nord-est del prominent cràter Neper. Les restes de l'erosionat cràter Ibn Yunus, estan units al bord sud-est de Goddard i se superposen parcialment a la formació. Al nord-est apareix Al-Biruní.

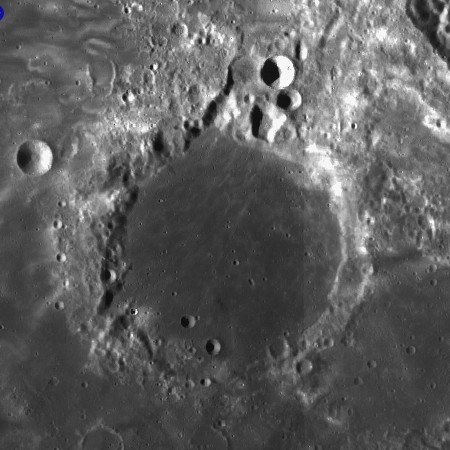
Fotografia de la missió Lunar Reconnaissance Orbiter

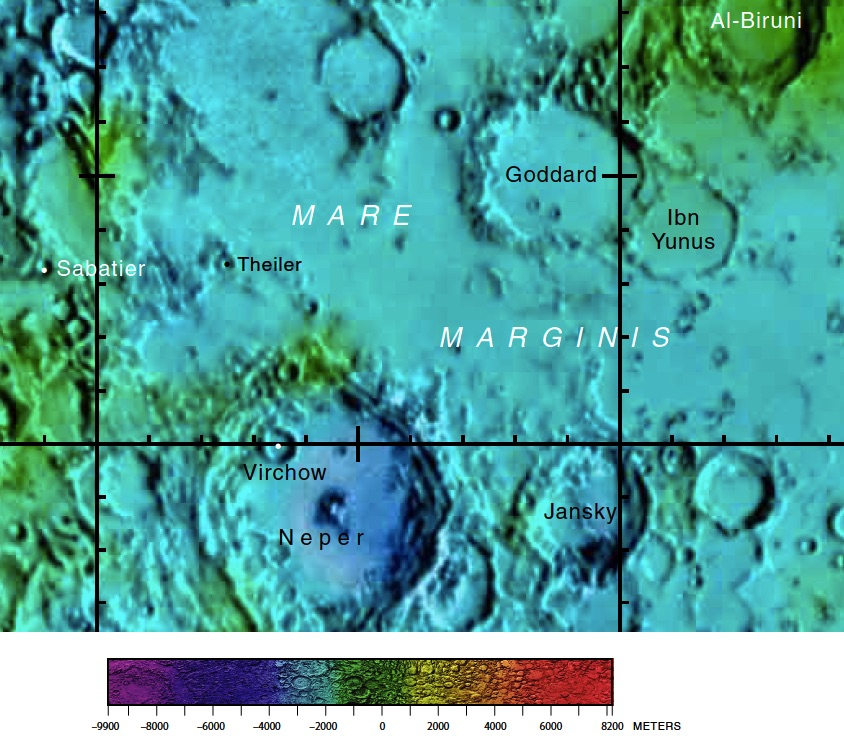
Localització de Goddard

El brocal de Goddard gairebé ha desaparegut en el seu costat sud, amb el sòl interior connectat a la mare circumdant a través dels buits en aquesta secció de la paret. La resta de la vora està erosionada i desgastada significativament, deixant només un anell de terreny accidentat que envolta la plataforma interior.
El sòl del cràter ha estat reconfigurat en el passat per les inundacions de lava, deixant-lo gairebé pla i sense trets distintius. No presenta pic central, i només uns pocs cràters minúsculs marquen la seva superfície. El més destacat d'ells és una parella de petits cràters apariats en la part sud-sud-oest de la planta.
Porta el nom del pioner nord-americà en el disseny de coets Robert H. Goddard.

## Cràters satèl·lit
Per convenció aquests elements són identificats en els mapes lunars posant la lletra en el costat del punt mitjà del cràter que està més prop de Goddard.
|         | \| Goddard \| Coordenades \| Diàmetre \| \| ------- \| ------------------------------------ \| -------- \| \| A \| 17° 00′ N, 89° 36′ E / 17.0°N,89.6°E \| 12 km \| \| B \| 16° 00′ N, 86° 48′ E / 16.0°N,86.8°E \| 12 km \| \| C \| 16° 30′ N, 85° 06′ E / 16.5°N,85.1°E \| 49 km \| |          |
| Goddard | Coordenades | Diàmetre |
| A       | 17° 00′ N, 89° 36′ E / 17.0°N,89.6°E | 12 km    |
| B       | 16° 00′ N, 86° 48′ E / 16.0°N,86.8°E | 12 km    |
| C       | 16° 30′ N, 85° 06′ E / 16.5°N,85.1°E | 49 km    |